# Брис (мифология)
Брис (др.-греч. Βρισεύς) — персонаж греческой мифологии из троянского цикла, по разным данным царь города Педас или жрец Аполлона. Отец Гипподамии, более известной как Брисеида.

## В мифологии
В сохранившихся античных текстах содержатся только отрывочные упоминания о Брисе. Этого героя называют сыном царя лелегов Ардиса и братом Хриса, царём города Педас в Троаде. Согласно Диктису Критскому, во время Троянской войны, когда ахейцы во главе с Ахиллом осадили Педас, Брис повесился, так как понял, что город обречён. Псевдо-Гигин пишет, что Брис был жрецом Аполлона в Мисии, но этот писатель, возможно, спутал героя с его братом Хрисом. Сохранившиеся фрагменты киклической поэмы «Киприи» поддерживают версию о педасском происхождении героя, но ни в одном источнике не говорится о связи Бриса с городом Лирнесс в Мисии, откуда, согласно «Илиаде» Гомера, происходила его дочь.
У Бриса была дочь по имени Гипподамия, попавшая в плен к ахейцам и ставшая рабыней Ахилла. В «Илиаде» она упоминается под именем Брисеида. Согласно Мнасею, сыном Бриса был царь Фив Гипоплакийских в Мисии или Киликии Ээтион, отец Андромахи.